# Paul Edwards (Jazzmusiker)
Paul Thomas Edwards (* 1917; † 15. April 2008 in Providence (Utah)) war ein US-amerikanischer Jazz-Schlagzeuger.
Edwards spielte schon früh in einer Vaudevilleshow, in der er mit seiner Mutter in seiner Heimatstadt Columbus (Ohio) auftrat. Mit 16 Jahren hatte er erste professionelle Gigs in einem Restaurant; außerdem arbeitete er als Musiker in lokalen Theatern und Rundfunkstationen.  Mit 36 Jahren zog er nach New Orleans, wo er zunächst zwei Jahre bei George Girard spielte, mit dessen Band 1955 erste Plattenaufnahmen entstanden. In den folgenden Jahren arbeitete er außerdem mit Al Hirt und Pete Fountain; ferner trat er als Studiomusiker in den Fernsehshows von Johnny Carson und Bob Hope auf. 1978 zog er nach Richmond; zuletzt lebte er mit seiner Frau in Utah. Im Bereich des Jazz war er zwischen 1955 und 1988 an 27 Aufnahmesessions beteiligt, u. a. auch mit Tom Brown, Joe Capraro, Godfrey Hirsch und Plato Smith.